# Реформа (торт)
Торт «Реформа» (серб. реформ торта) — шоколадний десерт, класичний торт сербської кухні, також поширений у країнах колишньої Югославії. Присутній в меню багатьох ресторанів і доступний в багатьох кондитерських. Цей торт є звичайним вибором для дня народження або весільного торта, має багато варіантів на основі базового рецепту. Рецепти коржів та крему торта є частиною рецептів багатьох інших тортів сербської кухні.
Рецепт торта «Реформа» складається з приготування коржів, шоколадного крему та шоколадної глазурі. Коржі виготовлені з яєчних білків і горіхів, зазвичай волоських, рідше мигдалю. А крем зі збитих жовтків із цукром та шоколадом, у які додається вершкове масло. На відміну від класичних кондитерських вершків, які широко поширені у міжнародній кухні, крем не містить молока та борошна, які прискорюють загущення. Зверху покривається шоколадною глазур'ю.
Незважаючи на те, що торт Реформа дуже популярний у сербській кухні, важко з упевненістю визначити походження рецепту та назву торта. Більшість джерел називають соціалістичні реформи в Югославії після Другої світової війни, в результаті яких яйця стали набагато доступнішими, що дозволило реалізувати такий рецепт за скромного бюджету. Характерний заварний крем на пару з яйцем без додавання молока робить цей торт унікальним, його важко знайти в інших кухнях.